# Geschützter Landschaftsbestandteil Magergrünland östlich Altefeld
Der Geschützte Landschaftsbestandteil Teich südlich Erlinghausen mit 0,85 ha Flächengröße liegt im Stadtgebiet von Marsberg südwestlich von Erlinghausen im Hochsauerlandkreis. Das Gebiet wurde 2008 mit dem Landschaftsplan Marsberg durch den Kreistag des Hochsauerlandkreises als Geschützter Landschaftsbestandteil (LB) ausgewiesen. Östlich grenzt das Landschaftsschutzgebiet Freiflächen um Erlinghausen / Auf der Sandkuhle an. Auf den anderen Seiten grenzt das Landschaftsschutzgebiet Platte an.

## Beschreibung
Der Landschaftsplan führt zum LB aus: „Es handelt sich um einen verbuschten und ruderalisierten Magerweidenrest an einer süd-west-exponierten Hangkante, an den sich zwei Mähweiden mit Magerkeitszeigern anschließen. Die Krautschicht der aufgelassenen Magerweide weist an vielen Stellen Störungszeiger auf; kleinflächig – insbesondere an steilen Stellen der Hangkante – hat sich aber noch Magergrünland-Vegetation erhalten. Die Fläche ist umgeben von Intensiv-Grünland. Sie ist zu etwa einem Fünftel verbuscht; diese Feldgehölze stellen aufgrund der umgebenden, relativ kahlen Feldflur eine Bereicherung des Landschaftsbildes dar, unterstreichen die geologisch bedingte Böschungsstruktur (Wechsel zwischen Zechsteinkalken im Norden und Buntsandstein im Süden) und bilden Bruthabitate für gefährdete Heckenbrüter. Wegen der Artenschutzbedeutung des Magergrünlandes sollten dessen Flächenanteile jedoch durch geeignete Pflegemaßnahmen gesichert werden.“

## Schutzzweck
Die Ausweisung als LB erfolgte:
- Zur Erhaltung, Entwicklung oder Wiederherstellung der Leistungs- und Funktionsfähigkeit des Naturhaushaltes
- Zur Belebung, Gliederung oder Pflege des Orts- und Landschaftsbildes
- Zur Abwehr schädlicher Einwirkungen

Das LB stellt, wie die anderen LBs im Landschaftsplangebiet, einen herausragenden Lebensraum für die ökologischen Leistungsfähigkeit des Naturhaushaltes dar. Dient ferner als landschaftsgliedernde und -belebende Element. Die Ausweisung dient der Abwehr realer oder potenzieller schädlicher Einwirkungen durch Pflanzenentnahme, Relief- oder Gewässerveränderungen usw.